# Gbassay Sessay
Gbassay Sessay (Distrito de Bombali, Sierra Leona, 11 de mayo de 1968) es un exfutbolista de Sierra Leona que jugaba en la posición de delantero.

## Carrera

### Club
| Periodo   | Club                           |
| --------- | ------------------------------ |
| 1988–1989 | CF Estrela da Amadora          |
| 1989–1990 | Sporting Covilhã               |
| 1990–1991 | Amora FC                       |
| 1991–1992 | Sport Benfica e Castelo Branco |
| 1992–1994 | Vitória Setúbal                |
| 1994–1995 | FC Paços de Ferreira           |
| 1995–1996 | Sporting Covilhã               |
| 1997-1998 | Lourosa                        |
| 1998-1999 | Imortal DC                     |
| 1999-2000 | CD Portosantense               |
| 2002-2003 | UF Comércio e Indústria        |

### Selección nacional
Jugó para Sierra Leona en 17 ocasiones de 1994 a 1996 y anotó cinco goles; participó en dos ediciones de la Copa Africana de Naciones anotando un gol ante Burkina Faso en la edición de 1996.